# Copaxa conjuncta
Copaxa conjuncta är en fjärilsart som beskrevs av Eugène Louis Bouvier 1925. Copaxa conjuncta ingår i släktet Copaxa och familjen påfågelsspinnare. Inga underarter finns listade i Catalogue of Life.